# Plymouth (hrabstwo Juneau)
Plymouth – miasto w Stanach Zjednoczonych, w stanie Wisconsin, w hrabstwie Juneau.